# Pelmatosilpha lata
Pelmatosilpha lata är en kackerlacksart som beskrevs av Morgan Hebard 1929. Pelmatosilpha lata ingår i släktet Pelmatosilpha och familjen storkackerlackor. Inga underarter finns listade i Catalogue of Life.